# القرية (قرية بحرينية)
القرية هي قرية في جزيرة سترة شرق مملكة البحرين.
تقع قرية القرية ضمن المناطق السكنية في جزيرة سترة ولا يجب الخلط بينها وبين منطقة القرية على شارع البديع.
يوجد ١٢ مسجدا في القرية ويوجد خمس مآتم شيعية منها ثلاثة للرجال واثنان للنساء.